# محمد طاهر الدباغ
محمد بن طاهر بن مسعود الدباغ (1897م - 1965م الموافق 1308 هـ - 1378 هـ)، تربوي سعودي، من أبرز مؤسسي الحركة التعليمية السعودية، وهو من أسس الحزب الحجازي الوطني، الذي دعا إلى تنازل شريف مكة حسين بن علي عن الحكم سلماً. وبعد دخول الملك عبد العزيز مكة المكرمة سنة 1925م، هاجر الدباغ لخارج السعودية احتجاجاً. وبعد مراسلات متفرقة مع الملك عبد العزيز، عاد ليعين كأول وزير للمعارف في شوال 1354 هـ كان الدباغ مؤمناً بدور العلم الحتمي في صنع الحضارة، ولم يكن يري أي تعارض بين تعاليم الدين وجوهر العلم الحديث، وكان واعياً لدور التعليم الوطني في الحفاظ علي الهوية الدينية والقومية

## نشأته
ولد في مكة (وقيل الطائف) سنة 1890م- 1308 هـ. تلقى الدباغ تعليمه الابتدائي في مصر ثم أكمله في الحرم المكي، ثم عمل معلما للرياضيات في مدارس الفلاح، نواة التعليم النظامي، منذ افتتاح الحاج محمد علي رضا زينل لفرعها في مكة، كما شارك في تأليف كتب في السيرة النبوية والحديث، وتدرّج إلى ان عيّن مديراً للفلاح.

## مناصبه
شغل منصب وكيل المالية في أواخر العهد الهاشمي، كما تولى إدارة التعليم في العهد السعودي منذ عام 1931م وكانت إدارة بسيطة تعاقب عليها صالح شطا وكامل القصاب وماجد كردي وحافظ وهبة، ومحمد أمين خوجة وإبراهيم الشورى، وقد حولها الدباغ إلى مديرية عامة.

## جهوده التعليمية
منذ بداية استلام الدباغ لمنصبه كمدير عام للتعليم من مقر الإدارة العامة بمكة، في دار الحكومة بالحميدية، عمل على نشر التعليم النظامي إلى جميع مناطق المملكة العربية السعودية وأطرافها. فافتتح المدارس الابتدائية النظامية في القصيم وشقراء ثم بادية مكة المكرمة، وحائل والأحساء والجنوب. كما عمل على تعديل المناهج الدراسية وتطويرها، ودعم المعهد العلمي في مكة، لكي يتخرج فيه مدرسون وقضاة. فقط قبل أن ينشأ مدرسة تحضير البعثات في مكة، وهي أول مدرسة ثانوية نظامية، تؤهل الخريجين، وتمنحهم فرصة استكمال التعليم الجامعي التقني والمتخصص عبر الابتعاث والدراسة إلى جامعات مصر.

## مؤلفات عنه
- "السيد محمد طاهر الدباغ: أستاذ الجيل في السعودية"، للمؤلف محمد الجوادي، 2010 (جدة).[5]

## وفاته
توفي صباح يوم الثلاثاء 18 رجب 1378هـ الموافق 12 فبراير 1965م في القاهرة ودُفن بها.